# Jovem (álbum)
Jovem (estilizado em letras maiúsculas) é o primeiro álbum de estúdio do ator e cantor brasileiro Bruno Gadiol, lançado em 7 de junho de 2023, através da Universal Music Brasil. Jovem contém colaborações com Carol Biazin, na edição padrão, bem como Ananda, TINN e Grag Queen na edição deluxe.
O projeto foi produzido por Los Brasileros e DMAX, trazendo fortes influências do pop internacional, como Dua Lipa, Miley Cyrus, Charlie Puth e Ariana Grande. O conteúdo lírico do álbum explora temas como os tipos de relações afetivas, questões de relacionamento e é inspirado pelo desejo do artista de afirmar sua liberdade criativa por completo. O álbum também possui uma edição deluxe, pretendendo destacar as facetas contrastantes da arte de Gadiol.
O álbum foi precedido por oito singles: "Anestesiado", "Paixão vs Amor", "Te Vi na Festa (e nem doeu)", "Interessante", "Remédio", "Só Sei Me Apaixonar", "Foda-se" e "Colorida".

## Lançamento e promoção
Em novembro de 2019, Gadiol assinou contrato com a Universal Music Brasil, para dar início ao seu primeiro álbum de estúdio com uma aposta num mix de pop para o primeiro álbum da carreira. A arte de capa, a lista de faixas e a data de lançamento do álbum foram reveladas no dia 30 de maio de 2023, juntamente com o pré-lançamento do disco na plataforma Spotify. Gadiol revelou, em suas redes sociais, que, no disco, ele quis mostrar um pouco sobre sua própria essência, tanto como ser humano, quanto artista, a fim de dar valor para sua própria existência.

## Divulgação
Jovem foi lançado em 7 de junho de 2023, através da Universal Music Brasil. A edição padrão foi lançada em download digital e streaming. A edição deluxe foi lançada em 24 de novembro de 2023. Lançado em duas partes nas plataformas de música, a primeira parte álbum Jovem teve mais de 9 milhões de plays no Spotify.

### Singles
- "Anestesiado" foi lançada como primeiro single do álbum em 13 de maio de 2022.
- "Paixão vs Amor" foi lançada como segundo single do álbum em 23 de setembro de 2022.
- "Te Vi na Festa (e nem doeu)" foi lançada como terceiro single do álbum em 10 de fevereiro de 2023.
- "Interessante" foi lançada como quarto single do álbum em 20 de abril de 2023.
- "Remédio" foi lançada como quinto single do álbum em 7 de junho de 2023.
- "Só Sei Me Apaixonar" foi lançada como sexto single do álbum em 22 de setembro de 2023.
- "Foda-se" foi lançada como sétimo single do álbum em 20 de outubro de 2023.
- "Colorida" foi lançada como oitavo single do álbum em 22 de novembro de 2023.

## Lista de faixas
| Jovem — Edição padrão |                                   |                                    |                     |         |  |
| N.º                   | Título                            | Compositor(es)                     | Produtor(es)        | Duração |  |
| 1.                    | "Jovem"                           | Bruno Gadiol Giovanna Correia DMAX | DMAX                | 3:20    |  |
| 2.                    | "Louco Demais"                    | Gadiol Los Brasileros              | Los Brasileros      | 2:32    |  |
| 3.                    | "Interessante" (com Carol Biazin) | Gadiol Correia Los Brasileros      | Los Brasileros      | 2:16    |  |
| 4.                    | "Remédio"                         | Gadiol Correia Los Brasileros      | Los Brasileros      | 2:40    |  |
| 5.                    | "Lugar Seguro"                    | Gadiol DMAX                        | DMAX                | 2:49    |  |
| 6.                    | "Mundo Oditrevni"                 | Gadiol DMAX                        | DMAX Los Brasileros | 2:33    |  |
| 7.                    | "Desmotivado"                     | Gadiol DMAX                        | DMAX Los Brasileros | 2:56    |  |
| 8.                    | "Você Não É Pra Mim"              | Gadiol DMAX                        | DMAX                | 2:12    |  |
| 9.                    | "Anestesiado"                     | Gadiol Gabriela de Moura DMAX      | DMAX                | 2:54    |  |
| 10.                   | "Difícil"                         | Gadiol DMAX Maycon Ananias         | DMAX Los Brasileros | 3:01    |  |
| 11.                   | "Paixão vs Amor"                  | Gadiol Los Brasileros              | Los Brasileros      | 2:44    |  |
| 12.                   | "Te Vi na Festa (e nem doeu)"     | Gadiol Correia Los Brasileros      | DMAX Los Brasileros | 2:01    |  |
| 13.                   | "Velho Demais"                    | Gadiol DMAX                        | DMAX Los Brasileros | 2:27    |  |
| Duração total:        | Duração total:                    | Duração total:                     | Duração total:      | 34:32   |  |

| Jovem — Edição deluxe |                                  |                                               |                     |         |  |
| N.º                   | Título                           | Compositor(es)                                | Produtor(es)        | Duração |  |
| 5.                    | "Colorida" (com Ananda)          | Gadiol DMAX                                   | DMAX Los Brasileros | 2:54    |  |
| 10.                   | "Só Sei Me Apaixonar" (com TINN) | Gadiol DMAX TINN                              | DMAX                | 2:27    |  |
| 16.                   | "Foda-se" (com Grag Queen)       | Gadiol Clau DMAX Jenni Mosello Los Brasileros | DMAX Los Brasileros | 2:43    |  |
| Duração total:        | Duração total:                   | Duração total:                                | Duração total:      | 42:38   |  |

## Histórico de lançamento
| Região | Data                   | Formato(s)                 | Edição | Gravadora(s)    | Ref.   |
| ------ | ---------------------- | -------------------------- | ------ | --------------- | ------ |
| Mundo  | 7 de junho de 2023     | Download digital streaming | Padrão | Universal Music | [ 9 ]  |
| Mundo  | 24 de novembro de 2023 | Download digital streaming | Deluxe | Universal Music | [ 10 ] |